# NGC 439
NGC 439 je galaksija u zviježđu Kipar.

## Vanjske poveznice
- SEDS: NGC 439